# Gérard Lanvin (escultor)
Gérard Lanvin (Dijon, 25 de febrero de 1923-29 de junio de 2018) fue un escultor y medallista francés, miembro del Instituto de Francia, electo para la Academia de Bellas Artes de Francia en 1990, sucediendo en la sección de escultura a Jean Carton.

## Biografía

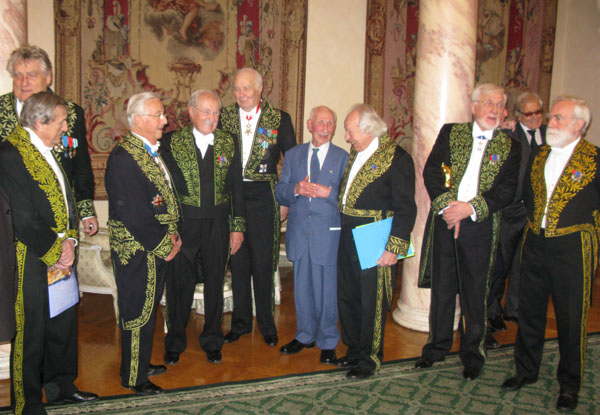
Gérard Lanvin con sus compañeros miembros de la Academia de Bellas Artes de Francia.

Hizo sus estudios en la École des Beaux-Arts de Dijon , bajo la dirección del medallista Ovide Yencesse, padre de Hubert Yencesse.
Entre 1941 y 1943 asistió a la Escuela Nacional Superior de las Artes Decorativas de París —donde fue alumno de Paul Niclausse—. En 1943 efectuó una primera aproximación a la escultura lapidaria en las canteras de Comblanchien, Côte-d'Or. Ese mismo año asistió a la Académie Ranson de París donde fue alumno de Emmanuel Auricoste y de Paul Couturier. En 1944 participó por primera vez en el Salón des Tuileries.
En el año 1953 obtuvo el Premio Fénéon de escultura. Ese mismo año abrió su propio taller en París donde hizo enriquecedores y numerosos reencuentros con, entre otros, Brâncuși, Germaine Richier, Alberto Giacometti y Carton.
De 1957 hasta principios de 1960, expuso sus obras, entre otros espacios en el Museo Grimaldi de Antibes —donde estuvo trabajando de 1954 a 1960—, en el Salón de Joven Escultura, en el Salón de mayo de París y dictó varias conferencias con Jacques Massol y en la Galería Claude Bernard.
De 1959 a 1973, se dedicó paralelamente a la restauración de ornamentos y obras escultóricas, como una forma de aprender a recordar un mundo en el que nos vemos inmersos sin haberlo visto lo suficiente, incluso si estamos saturados. Así se embarca en grandes campañas de restauración de los monumentos históricos : en París, Palais Brongniart, Palais Garnier, Asamblea Nacional de Francia, Instituto de Francia, Palacio del Luxemburgo, Cour Carrée del Louvre; en las provincias francesas, las iglesias de Montchauvet de Calvados, Saint-Lô  de Mancha y Gisors de Eure. 
De 1970 a 1980, Gérard Lanvin realizó numerosas medallas para la Casa de la Moneda. Regresó a la Escuela Nacional Superior de las Artes Decorativas, en calidad de docente en esta ocasión, de 1973 a 1988, mientras que paralelamente, de 1984 de 1988, impartió cursos de modelado en la Villa de París.

## Premios y condecoraciones

### Órdenes
- Caballero de la Orden Nacional del Mérito ( Francia).
- Oficial de la Orden de las Palmas Académicas ( Francia).

### Militares
- Croix de guerre 1939-1945 ( Francia).

## Obras monumentales
- La main, escultura realizada para el centro EDF de Saint-Chamas (Bocas del Ródano), en colaboración con Claude Mary
- Múltiples encargos para la villa de Reims.